# Leila Lopes
Leila Luliana da Costa Vieira Lopes (Benguela, 26 febbraio 1986) è una modella angolana, incoronata Miss Angola 2011 e Miss Universo 2011.

## Biografia
Nata in Angola, Lopes asserisce di essere una studentessa di business management in Gran Bretagna. Sempre in Gran Bretagna, l'8 ottobre 2010, è stata incoronata Miss Angola/Regno Unito in circostanze poco chiare, diventando quindi la rappresentante ufficiale della comunità angolana nel Regno Unito in occasione del concorso di bellezza nazionale Miss Angola 2011.
Leila Lopes ha gareggiato come una delle ventuno finaliste nel concorso nazionale Miss Angola, che si tiene a Luanda il 18 dicembre 2010, dove le viene riconosciuto il titolo di Miss Photogenic, ed in seguito è diventata la vincitrice del concorso, ottenendo quindi il diritto di rappresentare l'Angola a Miss Universo 2011 il 12 settembre 2011 a San Paolo, Brasile. Alla fine dell'evento, la detentrice del titolo uscente, Ximena Navarrete, ha incoronato Leila Lopes Miss Universo 2011. La Lopes è quindi diventata la quarta donna africana a vincere il titolo, a partire dalla vittoria della sudafricana Margaret Gardiner nel 1978.